# Josenópolis
Josenópolis is een gemeente in de Braziliaanse deelstaat Minas Gerais. De gemeente telt 4.636 inwoners (schatting 2009).

## Aangrenzende gemeenten
De gemeente grenst aan Grão Mogol, Padre Carvalho, Rubelita en Virgem da Lapa.